# Tadeusz Kossak

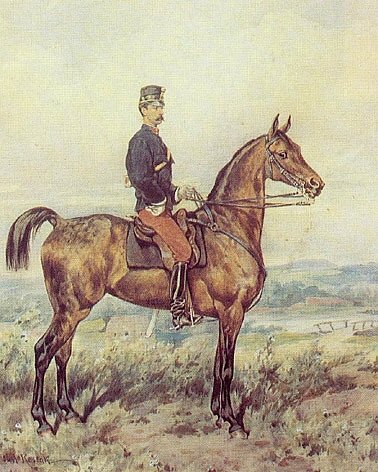
Portret konny, Juliusz Kossak, 1886

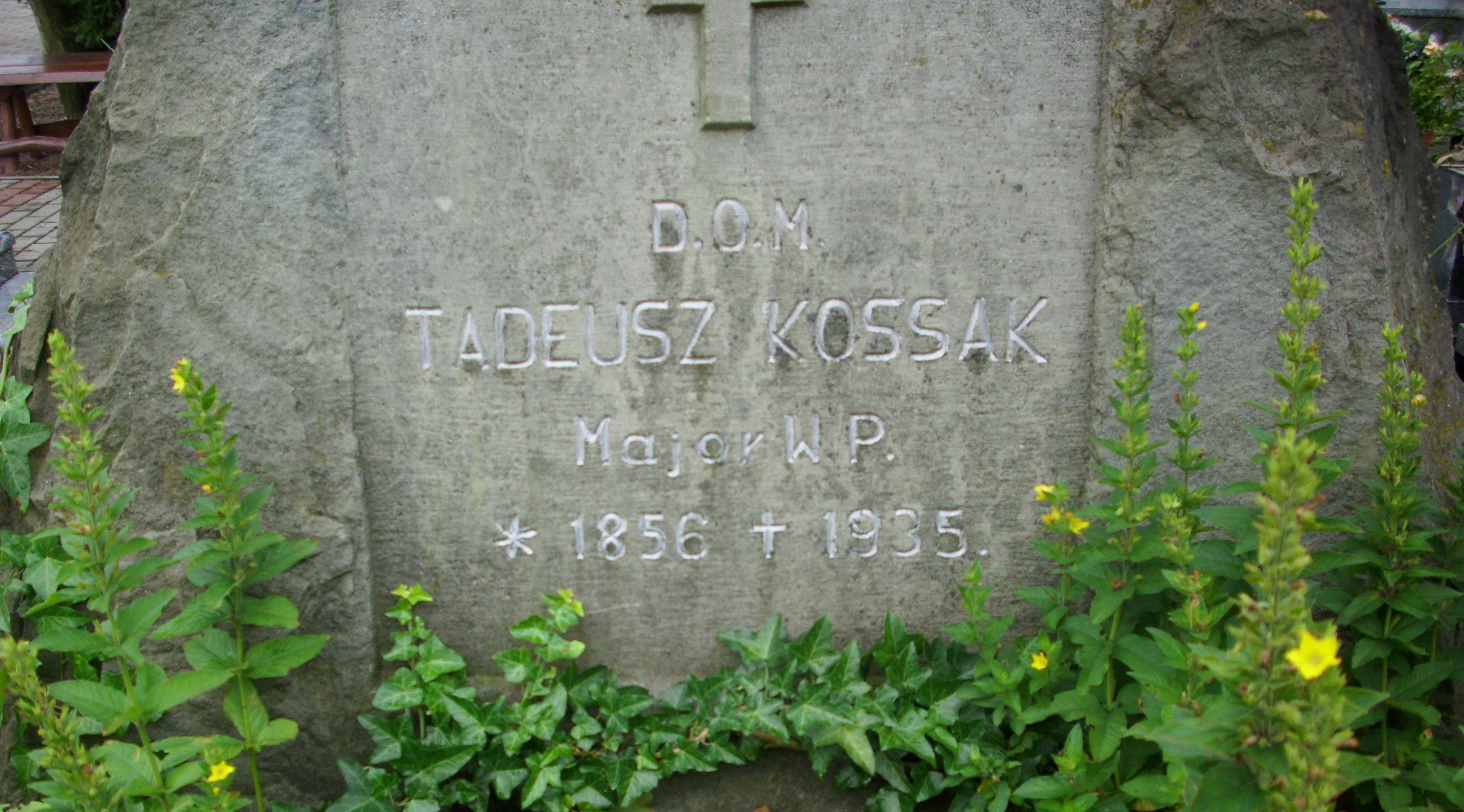
Zdjęcie nagrobka Tadeusza Kossaka

Tadeusz Kossak (ur. 1 stycznia 1857 w Paryżu, zm. 3 lipca 1935 w Górkach Wielkich) – polski działacz społeczny, major kawalerii Wojska Polskiego.

## Życiorys
Tadeusz Kossak urodził się w noc sylwestrową z 1856 na 1857 rok, w rodzinie Juliusza i Zofii z Gałczyńskich. Był bratem bliźniakiem Wojciecha i ojcem Zofii Kossak. W 1906 roku został aresztowany za przekonania i działalność polityczną przeciwko Imperium Rosyjskiemu.
Podczas I wojny światowej, w 1917 roku, służył w I Korpusie Polskim w Rosji. Zweryfikowany w stopniu majora rezerwy kawalerii. W 1922 roku jego oddziałem macierzystym był 2 Pułk Strzelców Konnych w Hrubieszowie.
W 1922 wraz z żoną Anną z Kisielnickich herbu Topór przeprowadził się z Kresów Wschodnich do Górek Wielkich na Śląsku Cieszyńskim. W dzierżawionym dworze gościli u Kossaków: Jan Parandowski, Maria Dąbrowska, Jan Sztaudynger, Melchior Wańkowicz, Wojciech Kossak, Maria Pawlikowska-Jasnorzewska, Magdalena Samozwaniec, Jadwiga Witkiewiczowa z mężem Stanisławem Ignacym Witkiewiczem. Tadeusz Kossak w 1925 wydał Wspomnienia wojenne (1918-1920) z wojny polsko-bolszewickiej, zaś w 1927 Jak to było w armii austriackiej. Zmarł 3 lipca 1935 w Górkach Wielkich, pochowany na cmentarzu ewangelicko-katolickim w Górkach Wielkich.

## Odznaczenie
- Medal Niepodległości (9 listopada 1932, za pracę w dziele odzyskania niepodległości)[7]